# Duncan Liddel
Duncan Liddel   (Aberdeen, 1561 (Gregorià) - Aberdeen, 17 de desembre de 1613) va ser un metge i matemàtic anglès que va estudiar i treballar al continent europeu.

## Vida i obra
Liddel es va matricular a la universitat de Frankfurt de l'Oder el 1579 on va estudiar sota John Craig, després d'haver cursat estudis previs al King's College d'Aberdeen (actualment universitat d'Aberdeen). Va fer una estança a la universitat de Breslau (entorn de 1582), on va estudiar amb el matemàtic Paul Wittich.
Després de graduar-se va estar a la universitat de Rostock fins que el 1591 va ser contractat com professor de matemàtiques de la universitat de Helmstedt en la qual va romandre fins al 1607, exercint també com metge de la cort. Aquest any va retornar a Escòcia, on es va dedicar a l'ensenyament i la filantropia, promovent l'estudi de les matemàtiques a les tres universitat escoceses de la época.
Liddel va ser molt diligent en publicar les seves obres de medicina, com per exemple les Disputationes medicinales (1607) o la Ars Medica (1607), però no va ser tan sistemàtic amb les seves obres matemàtiques, entre les quals es trobaria una introducció a les matemàtiques , avui perduda, titulada Parerga Mathematica (1595), on descrivia el sistema geo-heliocèntric inventat per Tycho Brahe.